# Монастирище (Приморський край)
Монастирище (рос. Монастырище) — село в Чернігівському районі Приморського краю, Росія.
Засноване на березі річки Монастирка; входить до Сибірцевського міського поселення.

## Історія
З 1887 році заселялось переселенцями з українських земель, зокрема з Полтавської, Чернігівської, Київської та Харківської губерній.
В 1888 році землемірами Переселенського управління була відведена земельна ділянка на 160 номерів. У перший рік заснування села тут оселилося 9 сімей, через рік — ще 25.
Поселенці самі виготовляли господарські знаряддя, худобу купували. Також у селі проходили ярмарки. Головними заняттями жителів були рільництво, бджільництво, скотарство і інші дрібні промисли.

## Населення
| Рік              | 1897  | 1900  | 1912   | 1915   | 1926   | 2002   | 2008   | 2010   |
| ---------------- | ----- | ----- | ------ | ------ | ------ | ------ | ------ | ------ |
| Населення (осіб) | 691 ▲ | 952 ▲ | 1658 ▲ | 1764 ▲ | 4233 ▲ | 4294 ▲ | 4179 ▼ | 5299 ▲ |

## Відомі люди
- Блохін Володимир Спиридонович (1935) — український та російський вчений, доктор технічних наук.
- Величко Андрій Валерійович (1982—2014) — майор Збройних сил України, учасник Антитерористичної операції на сході України[2].